# 延傑尤夫縣

50°38′N 20°18′E / 50.633°N 20.300°E
延傑尤夫縣（波蘭語：Powiat jędrzejowski），是波蘭的縣份，位於該國中部，由聖十字省負責管轄，首府設於延傑尤夫，面積1,257平方公里，2006年人口89,304，人口密度每平方公里71人。